# Gagrellula opposita
Gagrellula opposita is een hooiwagen uit de familie Sclerosomatidae.